# Bonedd y Saint
Le Bonedd y Saint ou  Seint c'est-à-dire en gallois l' Ascendance des Saints est un ouvrage de généalogie galloise détaillant les lignages des premiers saints Brittoniques. Il existe des nombreux manuscrits différents dont la publication s'étend du XIIIe siècle au XVIIe siècle, alors que les sources sont d'origine beaucoup plus anciennes.
Le livre est également connu sous le nom de Achau Saint Ynys Prydain (Généalogie des Saints de l'île de Bretagne).

## Pour approfondir